# قمة نيفيس
قمة نيفيس هي بركان محتمل النشط ,يقع في وسط جزيرة نيفيس الواقعة في سانت كيتس ونيفيس ، في جزر الهند الغربية. و يرتفع إلى 3232 قدم ، أو 985 متر من سطح البحر. لم تكن هناك ثورات منذ ما قبل التاريخ ، ولكن هناك إحداثات نشطة والينابيع الساخنة على المنحدرات الساحلية للجزيرة تمثل تنبيه لانفجار ،يمثل النشاط البركاني على مستوى منخفض من بقية البراكين في المنطقة.